# فاضل مطر
فاضل مطر، لاعب كرة قدم كويتي سابق. وقد كان يلعب مع نادي العربي الكويتي، و المنتخب الكويتي وحقق مع منتخب الكويت بطولة كأس الخليج العاشرة والتي استضافتها الكويت، وقد سجل هدف في نهائي كأس الأمير 1991/1992أمام نادي القادسية وحصل العربي على البطولة، وكان مساعد مدرب نادي العربي الكويتي مارسيلو كابو.